# Йоланда Савойска
Йоланда или Виоланта Лудовика Савойска (на италиански: Iolanda o Violante Ludovica di Savoia, на френски: Yolande-Louise de Savoie; * 11 юли 1487, Торино, Савойско херцогство; † 12 септември 1499, Женева) е савойска принцеса и чрез брак херцогиня на Савоя. Освен това тя е директна наследница на Шарл VII за кралствата Кипър, Йерусалим и Армения.

## Произход
Тя е дъщеря на Карл I Савойски (* 1468, † 1490), маркграф на Салуцо (от 1487), херцог на Савоя, принц на Пиемонт и граф на Аоста, на Мориен и на Ница (1482 – 1490), и на съпругата му Бианка Монфератска (* 1472, † 1519). Нейни дядо и баба по бащина линия са Амадей IX Савойски, херцог на Савоя, и Йоланда Валоа, дъщеря на крал Шарл VII и Мари д`Анжу, а по майчина – Вилхелм X Палеолог, маркграф на Монферат, и Елизабета Мария Сфорца, дъщеря на миланския херцог Франческо I Сфорца. Има един брат: 
- Карл Йохан Амадей II (* 1488, † 1496), херцог на Савоя, принц на Пиемонт, граф на Аоста, на Мориен и на Ница (1490 – 1496), титулярен крал на Кипър и Йерусалим.

## Биография
Родена е в Торино през 1487 г. и е кръстена в Катедралата „Св. Йоан Кръстител“ на 29 юли. Нейни кръстници са Лудовико Мария Сфорца (херцог на Милано), Мария Бранкович (дъщеря на Стефан III Бранкович – крал на Сърбия и чрез брак маркграфиня на Монферат), Урбен Бонивар (епископ на Верчели), Жан дьо Компе (епископ на Тарантез), Антоан Шампион (канцлер на Савоя, епископ на Мондови), игуменът на Казньов и бъдещият блажен Паола Гамбара Коста.
Баща ѝ умира преждевременно през 1490 г., оставяйки херцогството на брат ѝ Карл. Регентка на 2-годишния херцог е тяхната майка. Момчето умира през 1496 г. на 6-годишна възраст и херцог става техният чичо Филип II Савойски. По политически и династични причини същата година 9-годишната Йоланда е омъжена за 16-годишния си първи братовчед Филиберт II Савойски, син на херцог Филип ІІ Савойски и граф на Брес. През 1497 г. съпругът ѝ, след смъртта на баща си, става 8-и херцог на Савоя. Впоследствие двойката предявява претенциите си и взима титлите на кралица и крал на Кипър, Йерусалим и Армения.
Йоланда умира на 12 г. Като член на Савойската династия е погребана в Абатство „Откомб“ в днешна Франция. Филиберт продължава да носи титлата „Крал на Кипър, Йерусалим и Армения“ въпреки смъртта ѝ. През 1501 г. се жени за Маргарита Австрийска, единствената дъщеря на император Максимилиан I.

## Брак и потомство
∞ 1496 за първия си братовчед Филиберт II Савойски (* 1480, † 1504), бъдещ херцог на Савоя, син на херцога на Савоя Филип ІІ Савойски, от когото няма деца.

## В литературата
Йоланда е главна героиня (с името Алоизия) на романа на Мо Стрикан (Maud Stricane) L'oubliée de Hautecombe (2005)